# Jadwiga Burtan
Jadwiga Burtan (ur. 14 października 1904 w Komorowie, zm. 1 marca 1999 w Myślenicach) – polska geolog, doktor nauk przyrodniczych. Specjalizowała się w mineralogii, paleontologii i procesach metamorficznych w utworach jednostki magurskiej.

## Młodość
Do szkoły podstawowej uczęszczała w Myślenicach (1916), następnie ukończyła jedno z krakowskich gminazjów. Kolejnym etapem edukaci było uzyskanie tytułu magistra filozofii na Uniwersytecie Jagiellońskim. Do końca lat 30. XX wieku była asystentem w Zakładzie Geologii Uniwersytetu Jagiellońskiego. W tym okresie (1934) opublikowała rozprawę doktorską Geologia okolic Myślenic na zachód od Raby, pod kierunkiem prof. Jana Nowaka. Prowadziła też badania geologiczne w Beskidach Zachodnich - odkryła występowanie łupków radiolarytowych w pokładach kredy środkowej. Pod kierunkiem prof. Nowaka (współpraca: K. Konior, M. Książkiewicz) w 1937 wykonała Mapę geologiczną Karpat Śląskich. W czasie wojny pracowała jako geolog-kartograf w Amt fur Bodenforschung (Warszawa, Kraków).

## W Państwowym Instytucie Geologicznym (PIG)
W 1948, po odejściu z UJ, rozpoczęła pracę w PIG, kontynuując badania geologiczne w Karpatach. W 1955 otrzymała stanowisko docenta. Wykonane przez nią zdjęcia geologiczne umożliwiły wiercenia poszukiwawcze bituminów oraz umożliwiły rozpoznanie geologiczne gurntów pod budowę zapór wodnych.
Była aktywną organizatorką terenowych wycieczek kongresowych i konferencyjnych, podczas zjazdów Karpacko-Bałkańskiej Asocjacji (1963) oraz Międzynarodowego Kongresu Geologicznego w Pradze (1968). Osiem lat później (1976), po 28 latach pracy w PIG, odeszła na emeryturę.

## Późniejsza aktywność
Po 1976, już na emeryturze, współpracowała z Oddziałem Karpackim PIG, o czym świadczą jej publikacje z końca lat 70. XX wieku oraz arkusze map geologicznych, których była autorem lub współautorem. Była honorowym członkiem Polskiego Towarzystwa Goelogicznego oraz Czechosłowackiego Towarzystwa Mineralogicznego.
Odznaczona została Złotym Krzyżem Zasługi oraz Krzyżem Kawalerskim Orderu Odrodzenia Polski. Bardzo sobie ceniła odznaki Zasłużony dla Polskiej Geologii oraz Zasłużony Pracownik PIG.

## Publikacje i prace
- Geologia okolic Myślenic na zachód od Raby (praca doktorska, 1934)
- Mapę geologiczną Karpat Śląskich (współpraca: K. Konior, M. Książkiewicz, 1937)
- Szczegółowa Mapa Geologiczna Polski 1:50 000 (arkusze: Wieliczka, Bochnia, Limanowa, Męcina, Mszana Dolna, Wisła, Osielec - wykonane samodzielnie lub we współpracy)

## Upamiętnienie
Jeden z nowoodkrytych gatunków numulitów, znaleziony w utworach górnego eocenu (Poręba k/Myślenic), nazwano na jej cześć Nummulites burtani.